# Olivenite
La olivenite è un minerale.

## Origine e giacitura
L'olivenite e un minerale secondario dei giacimenti di zinco generalmente associato a altri minerali di zinco. Questo minerale si trova nello Tsumeb in Namibia e nello Utah.